# Stars Dance
| Совокупная оценка | Совокупная оценка |
| Источник          | Оценка            |
| ----------------- | ----------------- |
| Metacritic        | 59/100            |
| Оценки критиков   |                   |
| Источник          | Оценка            |
| AllMusic          | [ 2 ]             |
| Billboard         | 78/100            |
| The Boston Globe  | favorable         |
| The Guardian      | [ 5 ]             |
| The Independent   | [ 6 ]             |
| Los Angeles Times | [ 7 ]             |
| The Observer      | [ 8 ]             |
| Rolling Stone     | [ 9 ]             |
| Slant Magazine    | [ 10 ]            |

Stars Dance — дебютный студийный альбом американской певицы и актрисы Селены Гомес, первый в череде сольных, выпущен 22 июля в России, 23 июля в США, 2013 года, через Hollywood Records. Этот альбом стал её первой сольной работой, проделанной без группы The Scene. В этом альбоме видно влияние на Селену Гомес творчества Бритни Спирс и Skrillex. В этот альбом также входит песня, которую Гомес посвятила её бывшему парню Джастину Биберу. Песня называется «Love Will Remember». Также Селена сказала, что после выпуска этого альбома, она сделает паузу в музыкальной карьере и будет сниматься в фильмах.
«Come & Get It» был выпущен в качестве первого сингла в 7 апреля 2013 года. Сингл добрался до 6 строчки в US Billboard Hot 100, что сделало эту песню самой успешной в карьере певицы. Селена выступала с этой песней на Billboard Awards и MTV Movie Awards. Второй сингл этого альбома — «Slow Down» был выпущен 4 июня 2013 года в iTunes. На радио сингл вышел 13 августа 2013 года.
Альбом получил смешанные отзывы от музыкальных критиков. В первую неделю было продано 97.000 копий альбома, с чем он и дебютировал на первой строчке US Billboard Hot 200. Продажи по всему миру в первую неделю превысили планку в 164.000 копий. За две недели количество проданных копий альбома составило более 235 тысяч. На декабрь 2013 во всём мире было продано более 800 тысяч копий, только в США было продано 331 тысяч копий.

## История альбома
После того, как Гомес вернулась в музыку, она заявила:
«Я скучаю по ней (музыке). Я хочу иметь возможность писать о вещах, о которых я раньше не говорила, я хочу рассказать историю. У меня фактически никогда не было времени, чтобы пойти и сделать это». Для альбома, Гомес работала с командой The Cataracs, а также с норвежской командой Stargate. Селена также работала с Rock Mafia, они записали много треков, а также работали с ней и её группой The Scene ранее. Для Stars Dance, Гомес пыталась добиться более творческого контроля над своей музыкой, заявив, что «Это, безусловно, самая трудная пластинка, над которой я когда-либо работала, это точно. Я бы хотела иметь более творческий контроль над направлением альбома». Джейсон Эвиган, который работал с Гомес для её альбома, сказал: «Она не маленькая девочка. Она хочет, чтобы её уважали, как великую артистку […] И я думаю, что она и есть великая артистка. Я думаю, этот альбом действительно выведет её в новую сферу электронной, танцевальной и поп музыки». До выхода альбома, Гомес объявила, что она возьмет музыкальную паузу после Stars Dance, комментируя: «Я говорила, что я работала очень много и тяжело работала для этой записи, и я думаю, что возможно это мой последний альбом на некоторое время […] Я определенно люблю играть и я люблю фильмы, но я не думаю, что я сделала достаточно много фильмов».
После объявления альбома, многочисленные источники начали утверждать, что большая часть альбома была написана об отношениях Гомес с Джастином Бибером. Эти слухи продолжали расти в популярности после выхода сингла "Come & Get It''. Эти слухи Селена опровергла, сказав, что песня не о Бибере. Позже она подтвердила, что песня «Love Will Remember» была о её отношениях с Бибером, также она сказала, что песня является «самым личным треком в альбоме», а потом добавила : «Я думаю, что это сладкий способ его освобождения. Это не агрессивный подход к тому, что люди, вероятно, ожидали … Я уверена, что она понравится ему тоже». Песня «Birthday» стала первой в альбоме. Селена сказала, что «Forget Forever», одна из любимых песен альбома, заявив: «Это очень красивая песня. В ней есть смысл, когда я её записывала, было особенное время в студии. Эта песня о том, что надо забыть все проблемы и отвлечься, наслаждаться жизнью».

## Содержание

### Музыкальный стиль
В музыкальном плане альбом Stars Dance записан в электронном, поп, танцевальном жанрах, а также альбом содержит элементы техно, диско и дабстепа. Джоселин Вена из MTV News описала музыку Stars Dance, как дабстеп, который содержит «шаткие синтезаторы, невменяемый вокал и качающие биты». Альбом содержит весьма разнообразные музыкальные композиции, подчеркнул Кэролайн Салливан из The Guardian, согласно Джиму Фарберу из New York Daily News, «она показывает свою сексуальную дрожь, которая ранее отсутствовала в работе хорошей девочки.» Джейсон Эвиган сказал: « У неё есть действительно удивительное звучание в песнях, например, как этнические влияния, добрые племена с танцами и барабанами, и тому подобное», также он заявил, что музыка Селены в этом альбоме похожа на музыку Дженнифер Лопес.

### Влияние
Гомес сказала, что поп-певица Бритни Спирс, одна из тех, кто больше всех повлиял на её альбом, затем она приписала туда Джанет Джексон, как воздействие. Позже, она сказала, что Skrillex дабстеп продюсер, который ранее работал над саундтреком для фильма Отвязные каникулы, тоже оказал огромное влияние на её новый альбом, Гомес сказала: «Съемки Отвязных Каникул были очень веселыми, потому что Skrillex и Клифф Мартинес сделали саундтрек, и [Skrillex] вдохновил меня дабстепом, у меня есть несколько песен на альбоме с элементами дабстепа», также Селена сказала, что её лучшая подруга Тейлор Свифт тоже вдохновила её. Джим Фарбер из New York Daily News отметил влияние Спирс, Дженнифер Лопес и Джанет Джексон.

## Музыка

### Песни
«Birthday» — танцевальная песня в стиле электро панк, которая содержит редкие барабаны, вокал песнопения и влияния хип-хопа, Юлия Рубина из Headlines and Global News описала песню, как "леденцы, хлопушки, гимн с большим количеством мощности, таким образом девушка показывает свою привлекательность и сексуальность, так же как и жевательная резинка Рианны с её песней «Cockiness (Love It)».
«Slow Down» — является высокооктановой, быстрой танцевальной поп-песней, которая была описана, как «шаткий клубный хлопок» Робертом Копси из Spy Digital. Также там присутствуют элементы фанк гитары, биты и интро.
«Stars Dance» — трек, также название альбома, является «хриплой и душной» песней, которая содержит в себе оркестровый-дабстеп, песня содержит «краткие, но мощные» расцветы последовательностей, темных синтезаторов с мрачными трип-хоп ударами наряду с низким, бормочущим басом. По словам Рубиной, «Мягкий голос Гомес в центре внимания по сексуальным ударам синтезатора, ледяным хором и погружающейся мелодии». Песня также получила сравнение с работами Бритни Спирс.
«Like a Champion» — является танцевальной песней, с влияниями фанка, регги и сока музыки. Гомес показывает свою особенность петь песни с акцентом Буджу Бантона. Песня получила много сравнений с композициями Рианны, критики отметили, что песня свежая с беззаботным вокальным исполнением.
«Come & Get It» — электро-поп песня с элементами ригги и индийской музыки, написанная в среднем темпе. В песне описывается о попытках разжечь ранее законченный роман.
«Forget Forever» — танцевальная и синти-поп песня, которая содержит биты и крахи хаус-музыки. В песне говорится о расставании. Сэм Лански из Idolator сказал, что песня — «фейерверк танцевального попа с монолитно большим хором и штурмом». Нейт Джонс из Popdust назвал песню «яркой и экспансивной».
«Save the Day» — «бъющий» латинский поп и хаус-музыка с влияниями дабстепа.
«B.E.A.T.» — «сексуальная» городская песня в жанре хип-хопа, Джон ОБрайен из Yahoo! Music, описал песню, как «минимальная гальванопластика произносимого слова». Вокал Гомес полностью обработан, чтобы создать эффект заикания. Кристина Дрилл из Popdust сказала, что песня была «заразной и определенно более колоритной, чем обычно».
«Write Your Name» — была описана как «экзотическая» звучащая электронная песня с элементами танцевальной музыки и хаус-музыки. Песня содержит рэп, прочитанный Гомес, также присутствуют элементы дабстепа.
«Undercover» — песня про отношения, которые пара хранит в секрете. Песня клубная, с мощным битбрейком.
«Love Will Remember» — по словам Гомес, эта песня очень личная и она была написана о расставании Селены с Джастином Бибером. Безумно мелодичная композиция.
«Nobody Does It Like You» — бонус трек, который был описан как «один из лучших популярных композиций, в которых есть дабстеп».
«Music Feels Better» — легкая песня, напоминающая обычную поп-дэнс песню, но есть в ней что-то такое, что заставляет её слушать снова и снова.
«Lover In Me» — сексуальная песня в стиле данс-поп . Она выделяется своей мощностью, а также либеральной мелодией, как и Шер с песней "Believe ". В песне присутствуют элементы гитары и синтезатора.
«I LIke It That Way» — последний бонус трек, в стиле поп-данс, в песне присутствуют игривые ноты синтезатора. Для многих романтиков песня может стать гимном.

## Восприятие

### Отзывы критиков
После выпуска, Stars Dance получил смешанные отзывы от музыкальных критиков. Положительные замечания направилась к общему производству альбома, а также к песням. Неблагоприятные отзывы пошли к вокалу Гомес и её неспособность создать свою музыкальную идентичность. Её не раз сравнили с певицей Рианной. Metacritic, который назначает нормированный рейтинг из 100 отзывов от критиков дал альбому 58 баллов, что указывает на «смешанные или средние отзывы». Тим Сендра из Allmusic поставил альбому три с половиной звезды из пяти. Как он подчеркнул, «Slow Down», «Save the Day» и «Undercover», как раз подчеркивают альбом, он сказал: «Селена надежно улучшила вокал и разнообразие звуков, она добавляет ещё один прекрасный альбом в свой каталог и это просто ещё один пример, того почему Селена Гомес является одной из лучший поп-звезд, которая выпускает музыку в 2013 году». Стивен Анвин из Express.co.uk сравнил новые усилия Селены, а также и Ванессы Хадженс и сказал: " Обе [Гомес и Хадженс] уже обратили своё внимание на темах более взрослой темы, этот новый альбом Селены является одним из них «. First Stop News позитивно отреагировали на альбом, назвав его „изобретательным“ и хваля Гомес в её переходе к „уникальному и зрелому звуку“, который привлечет новых слушателей, однако заявив, что вокал Гомес впечатляет.
Также было ещё два отзыва от Guardian. Первый от Kitty Empire, который дал альбому 3 звезды из пяти. А с другой стороны, второй обзор от Guardian, наблюдала Гермиона Хоби дала смешанные отзывы и присудила только две звезды из пяти. Она уточнила, почему: „Если она действительно хочет, чтобы её считали взрослой поп-звездой, Селена Гомес должна найти получше хит-мейкеров“. Она сравнила работу, в том числе „Like a Champion“ с Рианной. Натали Палмер из Entertainmentwise приняла точки зрения других критиков и комментаторов, заявив, что альбом должен иметь похвалу за то, что она „попробовала что-то новое“. Она сказала, что „Stars Dance“, не то, что можно было бы ожидать от девушки, которая когда-то была принцессой Дисней. Многие часто идут на поп или рок, но 21-летняя Селена сделал выбор в пользу более острого жанра и уникального звука». Мэттью Хортон от Virgin Media удостоил альбом двумя звездами. Он критиковал её отсутствие личности в большинстве песен и почувствовал, что её вокальные способности на этот раз «не помогают». Он закончил тем, что «это все слишком похоже на фоторобота, или кого угодно с пониманием танцевальной поп-музыки.»

## Синглы
Лид-сингл с альбома «Come & Get It», был выпущен 8 апреля 2013 года. Впоследствии он стал самым успешным синглом Гомес по состоянию на июль 2013 года, попадая в Top 10 американского Billboard Hot 100 и Canadian Hot 100. Премьера музыкального клипа состоялась на MTV 7 мая.
Вторым синглом с альбома, стала песня «Slow Down», она вышла 4 июня 2013 года на iTunes. Продюсерами песни выступили The Cataracs и Дэвид Кунио. Сингл дебютировал под номером 70 в Billboard Hot 100. Официальный видеоклип вышел 19 июля 2013 года. На радио песня появилась 13 августа 2013 года

## Список композиций
| №   | Название             | Автор(ы) | Продюсеры                              | Длительность |
| --- | -------------------- | --- | -------------------------------------- | ------------ |
| 1.  | «Birthday»           | Crista Russo, Mike Del Rio, Jacob Kasher Hindlin, Селена Гомес                                              | Mike Del Rio                           | 3:21         |
| 2.  | «Slow Down»          | Lindy Robbins, Julia Michaeles, Niles Hollowell-Dhar, David Kuncio, Freddy Wexler                           | The Cataracs, David Kuncio             | 3:30         |
| 3.  | «Stars Dance»        | Antonina Armato, Tim James, Adam Schmalholz, Gomez                                                          | Rock Mafia                             | 3:37         |
| 4.  | «Like a Champion»    | Daniel James, Leah Haywood, Peter Thomas, Bebe Rexha, Mark Myrie, Leroy Sibbles                             | Dreamlab, Peter Thomas                 | 2:55         |
| 5.  | «Come & Get It»      | Ester Dean, Mikkel S. Eriksen, Tor Erik Hermansen                                                           | Stargate                               | 3:51         |
| 6.  | «Forget Forever»     | Jason Evigan, Clarence Coffee Jr., Alexander Izquierdo, Jordan Johnson, Stefan Johnson, Marcus Lomax, Gomez | The Monsters & Strangerz, Jason Evigan | 4:11         |
| 7.  | «Save the Day»       | Mitch Allan, Jason Evigan, Livvi Franc                                                                      | The Suspex                             | 3:53         |
| 8.  | «B.E.A.T.»           | Uahitov Alexander                                                                                           | Uahitov Alexander                      | 3:04         |
| 9.  | «Write Your Name»    | D. James, Haywood, Arnthor Birgisson                                                                        | Dreamlab                               | 3:16         |
| 10. | «Undercover»         | Hollowell-Dhar, Robbins, Michaels, Rome Ramirez                                                             | The Cataracs                           | 3:53         |
| 11. | «Love Will Remember» | Armato, Desmond Child, David Jost, T. James, Gomez                                                          | Rock Mafia                             | 3:30         |

| №   | Название                  | Автор(ы)                                                                           | Продюсер(ы)               | Длительность |
| --- | ------------------------- | ---------------------------------------------------------------------------------- | ------------------------- | ------------ |
| 12. | «Nobody Does It Like You» | Selena Gomez Toby Gad Robbins                                                      | Gad Afsheen [d]           | 3:56         |
| 13. | «Music Feels Better»      | Gomez D. James Haywood Jeremy Coleman                                              | JMike Dreamlab Rob Ghost  | 3:10         |
| 14. | «Lover In Me»             | Gomez D. James Haywood Brian Lee Stuart Crichton                                   | Dreamlab Lee              | 3:29         |
| 15. | «I Like It That Way»      | Joshua Coleman Hindlin Rickard Göransson Fransisca Hall Alexander Castillo Vasquez | Ammo Beckley [b] A.C. [d] | 4:11         |

| №   | Название                               | Автор(ы)                                          | Продюсеры       | Длительность |
| --- | -------------------------------------- | ------------------------------------------------- | --------------- | ------------ |
| 12. | «Nobody Does It Like You»              | Селена Гомес, Toby Gad, Robbins                   | Toby Gad        | 3:56         |
| 13. | «Music Feels Better»                   | Gomez, Haywood, D. James, Jeremy Coleman          | Dreamlab, JMIKE | 3:10         |
| 14. | «Come & Get It» (DJ Laszlo Club Remix) | Ester Dean, Mikkel S. Eriksen, Tor Erik Hermansen | Stargate        | 7:42         |

| №   | Название                  | Автор(ы)                                 | Продюсер(ы)     | Длительность |
| --- | ------------------------- | ---------------------------------------- | --------------- | ------------ |
| 12. | «Nobody Does It Like You» | Gomez, Toby Gad, Robbins                 | Toby Gad        | 3:56         |
| 13. | «Music Feels Better»      | Gomez, Haywood, D. James, Jeremy Coleman | Dreamlab, JMIKE | 3:10         |

| №  | Название                           | Длительность |
| -- | ---------------------------------- | ------------ |
| 1. | «Hit the Lights» (live)            | 3:25         |
| 2. | «Who Says» (live)                  | 3:21         |
| 3. | «Love You Like a Love Song» (live) | 3:41         |
| 4. | «Come & Get It» (live)             | 3:50         |
| 5. | «Naturally» (live)                 | 3:15         |

## История релиза
| Регион         | Дата         | Формат               | Лейбл                 |
| -------------- | ------------ | -------------------- | --------------------- |
| Нидерланды     | 19 июля 2013 | Digital download, CD | Hollywood             |
| Португалия     | 19 июля 2013 | Digital download, CD | Hollywood             |
| Великобритания | 22 июля 2013 | Digital download, CD | Hollywood             |
| Средний Восток | 22 июля 2013 | Digital download, CD | Hollywood             |
| Бразилия       | 22 июля 2013 | Digital download, CD | Hollywood             |
| Франция        | 22 июля 2013 | Digital download, CD | Hollywood             |
| США            | 23 июля 2013 | Digital download, CD | Hollywood             |
| Япония         | 27 июля 2013 | Digital download, CD | Universal Music Japan |

## Чарты
| Chart (2013)                    | Высшая позиция |
| ------------------------------- | -------------- |
| Argentinian Albums Chart        | 5              |
| Australian Albums Chart         | 8              |
| Austrian Albums Chart           | 6              |
| Belgian Albums Chart (Фландрия) | 5              |
| Belgian Albums Chart (Валлония) | 10             |
| Brazilian Albums Chart          | 7              |
| Canadian Albums Chart           | 1              |
| China Albums Chart              | 27             |
| Czech Albums Chart              | 18             |
| Danish Albums Chart             | 2              |
| Dutch Albums Chart              | 10             |
| Finnish Albums Chart            | 17             |
| French Albums Chart             | 12             |
| German Albums Chart             | 4              |
| Greek Albums Chart              | 19             |
| Hungarian Albums Chart          | 16             |
| Irish Albums Chart              | 9              |
| Italian Albums Chart            | 4              |
| Mexican Albums Chart            | 1              |
| New Zealand Albums Chart        | 5              |
| Norwegian Albums Chart          | 1              |
| Polish Albums Chart             | 5              |
| Portuguese Albums Chart         | 2              |
| Scottish Albums Chart           | 13             |
| Spanish Albums Chart            | 4              |
| Swedish Albums Chart            | 46             |
| Swiss Albums Chart              | 6              |
| UK Albums Chart                 | 14             |
| US Billboard 200                | 1              |